# Antonine Maillet
Antonine Maillet (født 10. maj 1929 i Bouctouche, død 17. februar 2025) var en  canadisk forfatter, der i 1979 fik Goncourtprisen for romanen Pélagie la Charette.